# تغير المناخ في مدغشقر
يمثل تغير المناخ تهديدًا كبيرًا للبيئة والسكان في مدغشقر. أدى تغير المناخ إلى ارتفاع درجات الحرارة، وتطاول موسم الجفاف، وازدياد شدة العواصف الاستوائية. وصل تأثير تغير المناخ للنظام البيئي والحياة الحيوانية والنباتية.
تشير التوقعات إلى تراجع الشعاب المرجانية وموائل الغابات بسبب تأثير تغير المناخ الذي يهدد أيضًا الأنواع المحلية مثل الليمور. يتأثر سكان مدغشقر بتغير المناخ نتيجة تأثيره الشديد على المياه والزراعة مع ما يترتب عليه من آثار على الأمن الغذائي. تزداد أيضًا الأمراض المعدية. مدغشقر هي إحدى الدول الموقعة على اتفاقية باريس وقد حددت أهدافًا للتكيف مع تغير المناخ، على الرغم من ذلك تواجه البلاد الكثير من التحديات بسبب الفقر النسبي المنتشر في البلاد.

## التأثيرات على البيئة الطبيعية
قد يؤدي تغير المناخ إلى زيادة درجات الحرارة في جزيرة مدغشقر بأكملها في القرن الحادي والعشرين. قدرت زيادة درجات الحرارة ب 1.1 - 2.6 درجة مئوية، اعتمدت التقديرات على نموذج مناخي محلي وضع في عام 2008، تختلف التغيرات حسب التضاريس وتمتد من عام 2046 حتى عام 2065. تشير التوقعات أن يكون جنوب مدغشقر أكثر دفئًا، بينما تسجل المناطق الشمالية والساحلية درجات الحرارة الأكثر انخفاضًا. يحمل هذا التغير آثار كبيرة على الغابات الشرقية المجزأة. تمتلك مدغشقر الخطر الأعلى لحدوث الأعاصير في أفريقيا، تتعرض البلاد لثلاثة إلى أربعة أعاصير كل عام. تصبح الأعاصير أكثر حدة وأقل تواترًا بسبب تغير المناخ، ما يؤثر بشكل كبير على البلاد ويزيد من مخاطر الفيضانات. تضاعف عدد الأعاصير العنيفة مع سرعة رياح شديدة تصل إلى 150 كيلومترًا في الساعة في السنوات الخمس والعشرين الماضية بحلول عام 2018. أصبح موسم الجفاف في مدغشقر أطول. يرتبط الغطاء النباتي ارتباطًا وثيقًا بظاهرة تذبذب النينو الجنوبي، قد يزيد تغير المناخ من تدهور بيئة مدغشقر بحسب هذه العلاقة.
يهدد التغير المناخي الحياة البرية والنباتات الفريدة في مدغشقر. أثر تغير المناخ على الموطن الأصلي لجميع النباتات في مدغشقر، وذلك وففًا لدراسة أجريت في عام 2008. من المتوقع أن تتأثر غابات مدغشقر بشكل كبير خلال القرن الحادي والعشرين. قد يتأثر أيضًا حيوان الليمور، وخاصًة في ظل التغيرات الشديدة في نطاق الأنواع وتوزعها، وانتشار الطفيليات وارتفاع درجات الحرارة. انخفض معدل بقاء الليمور على قيد الحياة، وتراجع إنتاج الفاكهة في حديقة رانومافانا الوطنية بين عامي 1960-1985 و1986-2005، وذلك بالترافق مع زيادة الجفاف خلال فصل الشتاء، يهدد ارتفاع درجات الحرارة البرمائيات والزواحف المستوطنة في البيئات الجبلية. تشير التوقعات إلى تراجع الموطن المناسب لليمور في الغابات المطيرة الشرقية إلى حد كبير بسبب التأثير المشترك لكل من تغير المناخ وإزالة الغابات في مدغشقر. سيفاكا ميلن إدواردز هي نوع من الحيوانات النادرة التي تأثر معدل تكاثرها بتغير معدل هطول الأمطار وزيادة الأعاصير. من المرجح أن تنخفض الشعاب المرجانية في مدغشقر في القرن الحادي والعشرين بسبب تغير المناخ، ولكن يعتقد أن إزالة الغابات لها تأثير أكبر. من المتوقع أن تتسبب الأعاصير في إتلاف الشعب المرجانية بشكل مباشر، ما يؤدي إلى انخفاض أعداد الأسماك وزيادة التعرية البحرية.

## التأثيرات على السكان
تتأثر الزراعة في مدغشقر بتغير المناخ، ويعاني صغار المزارعين بشدة من آثاره. يشكل تغير المناخ مثل الجفاف تهديدًا على سكان مدغشقر، إذ يعتمد 80% منهم على الزراعة لكسب الرزق. اقترح الاحتباس الحراري والفيضانات كأسباب لانخفاض الإنتاج الزراعي بين عامي 1990 و2015. حدثت مجاعة شديدة في مدغشقر في الأعوام 2021-2022، وقد عقبت أسوأ جفاف يطال البلاد منذ أربعة عقود، ربطت الأمم المتحدة والمعلقين الإعلاميين بين تغيير المناخ وحدوث هذه المجاعة، لم تدعم الدراسات هذه الاعتقادات، يمكن أن يكون لتغير المناخي تأثيرًا على انخفاض معدل الهطولات في الأعوام 2019 و2020، ولكن لم يكن لهذا التأثير دلالة إحصائية مهمة، اعتبرت هذه الدراسة أن الفقر، وضعف البنية التحتية، والاعتماد الكبير على الزراعة البعلية هي العوامل الأساسية لحدوث هذه المجاعة. 
تعاني مدغشقر من ضعف إمدادات المياه، تشير تقديرات عام 2018 إلى أن 66% من السكان في المناطق الريفية و49% في المناطق الحضرية يفتقرون إلى مياه الشرب. واجهت مدغشقر واحدة من أخطر أزمات المياه في العالم اعتبارًا من عام 2021، يعود السبب إلى ضعف البنية التحتية لإدارة المياه، وإزالة الغابات، والتعرية، وتسرب المياه المالحة. قد يؤدي انخفاض معدل هطول الأمطار السنوي، وزيادة التبخر، وارتفاع مستوى سطح البحر إلى انخفاض توافر المياه في معظم أنحاء البلاد. يشمل هذا الشح العاصمة أنتاناناريفو، قد يكون توافر المياه عاجزًا عن تلبية الطلب بحلول عام 2025. المياه الجوفية هي المصدر الرئيسي للمياه في جنوب مدغشقر خلال موسم الجفاف، تصبح المياه محدودة بشكل أكبر خلال هذا الموسم ويحتمل أن يتأثر توافر المياه بشكل واضح.
يحمل تغير المناخ آثار كبيرة على الصحة في مدغشقر. تتزايد حالات التهابات الجهاز التنفسي والإسهال، تشير التوقعات إلى تزايد الأمراض وانتشار حالات الملاريا وسوء التغذية في القرن الحادي والعشرين. هناك علاقة بين تفشي الكوليرا وسوء التغذية مع تغير المناخ.

## التخفيف والتكيف
كانت مدغشقر إحدى الدول الموقعة على اتفاقية باريس. ينبعث أقل من 2 طن من غازات الاحتباس الحراري سنويًا، مقارنة بالمعدل العالمي الذي يزيد عن 6 أطنان. تعتبر الكتلة الحيوية هي المصدر الأساسي للطاقة، يساهم استخدام الحطب والفحم للطهي في إزالة الغابات. يحصل جزء ضئيل من السكان على الكهرباء، بدأ الاعتماد على الطاقة الشمسية، وبنيت بعض المحطات مثل محطة أمباتولامبي للطاقة الشمسية.

تهدف الدولة إلى زيادة امتصاص الغازات الدفيئة وتقليل انبعاثها في عام 2030 وذلك من خلال المساهمات الوطنية والمساعدة إعادة التحريج. حث الرئيس أندري راجولينا على اتخاذ إجراءات دولية أكثر صرامة بشأن تغير المناخ في الجمعية العامة للأمم المتحدة لعام 2021 وجاء في خطابه: 
كانت مدغشقر ضحيةً لتغير المناخ. تكررت موجات الجفاف في الجنوب. قلت مصادر المياه وأصبحت كل سبل العيش شبه مستحيلة. يتحمل مواطنو بلدي في الجنوب ثقل تغير المناخ الذي لم يساهموا به.
تعتبر مدغشقر من البلدان الفقيرة، والتكيف مع تغير المناخ عملية مكلفة. تعتبر حماية النظم البيئية الفريدة في البلاد استراتيجية تكيف مركزية. تشمل التدابير المقترحة توسيع المناطق المحمية، وبيع تعويضات الكربون، وتقليل الانبعاثات الناتجة عن إزالة الغابات وتدهورها. كانت استراتيجية الحكومة الخاصة ببرنامج REDD غير واضحة اعتبارًا من عام 2021، إذ حظرت بيع الائتمان الكربوني، وانتقلت إلى تأميم ملكية الكربون. كانت البلاد على وشك بيع 1.8 مليار طن من تعويضات الكربون في إطار شراكة كربون الغابات التابع للبنك الدولي. تعتبر استعادة غابات المنغروف إستراتيجية أخرى مقترحة للتكيف مع ارتفاع مستوى سطح البحر. يمكن تحقيق التكيف مع تغير المناخ لدى السكان من خلال الحد من الفقر وتحسين الوصول إلى المياه والبنية التحتية لا سيما في المناطق الريفية. دعا وزير البيئة إلى تخصيص 100 مليار دولار من البلدان الغنية إلى البلدان الفقيرة مثل مدغشقر لتمويل وتنفيذ تدابير التكيف، مع تسليط الضوء على خط أنابيب المياه المقترح تنفيذه من شمال إلى جنوب الجزيرة.